# Drum național 1T
Der Drum național 1T (rumänisch für „Nationalstraße 1T“, kurz DN1T) ist eine rund 3,6 km lange Hauptstraße in Rumänien. Die Straße verbindet den hier gemeinsam mit dem Drum național 7 geführten Drum național 1 im Westen von Hermannstadt (Sibiu) mit der Autostrada A1.